# Яниковский, Дамиан
Дамиан Яниковский (пол. Damian Janikowski; род. 27 июня 1989, Вроцлав) — польский борец греко-римского стиля, бронзовый призёр Олимпийских игр 2012 года, серебряный призёр чемпионата мира 2011 года, двукратный призёр чемпионатов Европы.

## Биография
Свои выступления на взрослом международном уровне Яниковский начал в 2008 году. В 2009 году польский борец дебютировал на мировом первенстве. В категории до 84 кг Дамиан занял лишь 8-е место. Спустя год на чемпионате мира в Москве Яниковский был близок к завоеванию медали, но остался только 5-м. В 2011 году на мировом первенстве в Стамбуле Дамиан в соревнованиях в категории до 84 кг сумел дойти до финала, где уступил белорусскому спортсмену Алиму Селимову. Этот успех позволил Яниковскому завоевать для сборной Польши олимпийскую лицензию для участия в летних Олимпийских играх 2012 года в Лондоне. 2012 год начался для Яниковского очень успешно. Молодой польский борец сумел завоевать серебряную медаль европейского первенства в Белграде.
На Олимпийских играх в Лондоне Яниковский выступал в соревнованиях в категории до 84 кг. Польский борец уверенно уверенно дошёл до полуфинала, где уступил египтянину Карам Габеру. В поединке за третье место Дамиан победил француза Мелонена Нумонви и стал бронзовым призёром Олимпийских игр. На чемпионате Европы 2014 года Яниковский дошёл до полуфинала, однако уступил там финну Рами Хиетаниеми и стал бронзовым призёром. В 2015 году Яниковский дошёл до финала Всемирных военных игр, где уступил в решающей схватке украинцу Жану Беленюку.
В 2016 году Яниковский дважды пробовал отобраться на Олимпийские игры, выступив сначала в европейской квалификации, а затем и в первой мировой. Однако и там, и там польский борец уступал уже в первой схватке, проиграв свои поединке шведу Закариасу Бергу и грузину Роберту Коблиашвили. Попасть на Игры была возможность через второй мировой олимпийский квалификационный турнир, но там свой шанс получил партнёр Дамиана по сборной Тадеуш Михалик, однако и ему не удалось попасть на Игры, в результате чего сборная Польши осталась без олимпийской лицензии в категории до 85 кг. В сентябре 2016 года на чемпионате мира среди военных Яниковский завоевал бронзовую медаль, после чего принял решение завершить любительскую карьеру и перейти в смешанные единоборства, подписав контракт с польской организацией «KSW».